# 佐竹永稜
佐竹 永稜（さたけ えいりょう、明治5年5月5日（1872年6月10日） - 昭和12年（1937年）1月8日）は明治期から昭和初期の日本画家。谷文晁の鑑定では第一人者といわれる。
旧姓黒田。名は銀十郎。永稜は号、別号に写山画房・巍々堂など。東京浅草の生まれ。

## 略歴
はじめ外祖父にあたる正木竜塘について書法を学ぶが、後に画に興味をもち佐竹永湖に師事する。谷文晁の南北合流の画法をよく学びその画力を認められ、明治20年（1887年）永湖の娘婿となり佐竹永海から続く佐竹家画系の3代目となった。各種展覧会・共進会で受賞多数。宮内庁に実績が認められ数十回も御用品となる。明治27年（1894年）、明治天皇御前揮毫の栄誉に浴し、その後も大正天皇の御前揮毫を三回行っている。
明治31年（1898年）、日本画会の結成に参画、明治39年（1906年）には松林桂月・小坂芝田らと日本南宗画会を創設するなど活躍した。日本美術協会第一部委員・日本画家協会幹事・日本書道会幹事などの要職を歴任。享年66。谷中霊園に墓がある。
文晁の実子谷文二が夭折し、文晁門の粉本類・遺作などは佐竹家に伝わった。文晁の研究を熱心に行い、文晁の作品鑑定の第一人者といわれた。しかし、大正期の火災によりこれら粉本類や諸記録などはすべて焼失した。

## 作品
- 「夏景山水図」・「冬景山水図」第6回文展 大正元年(1912年)
- 「水墨山水図」第9回文展3等賞 大正4年(1915年)